# 넙치

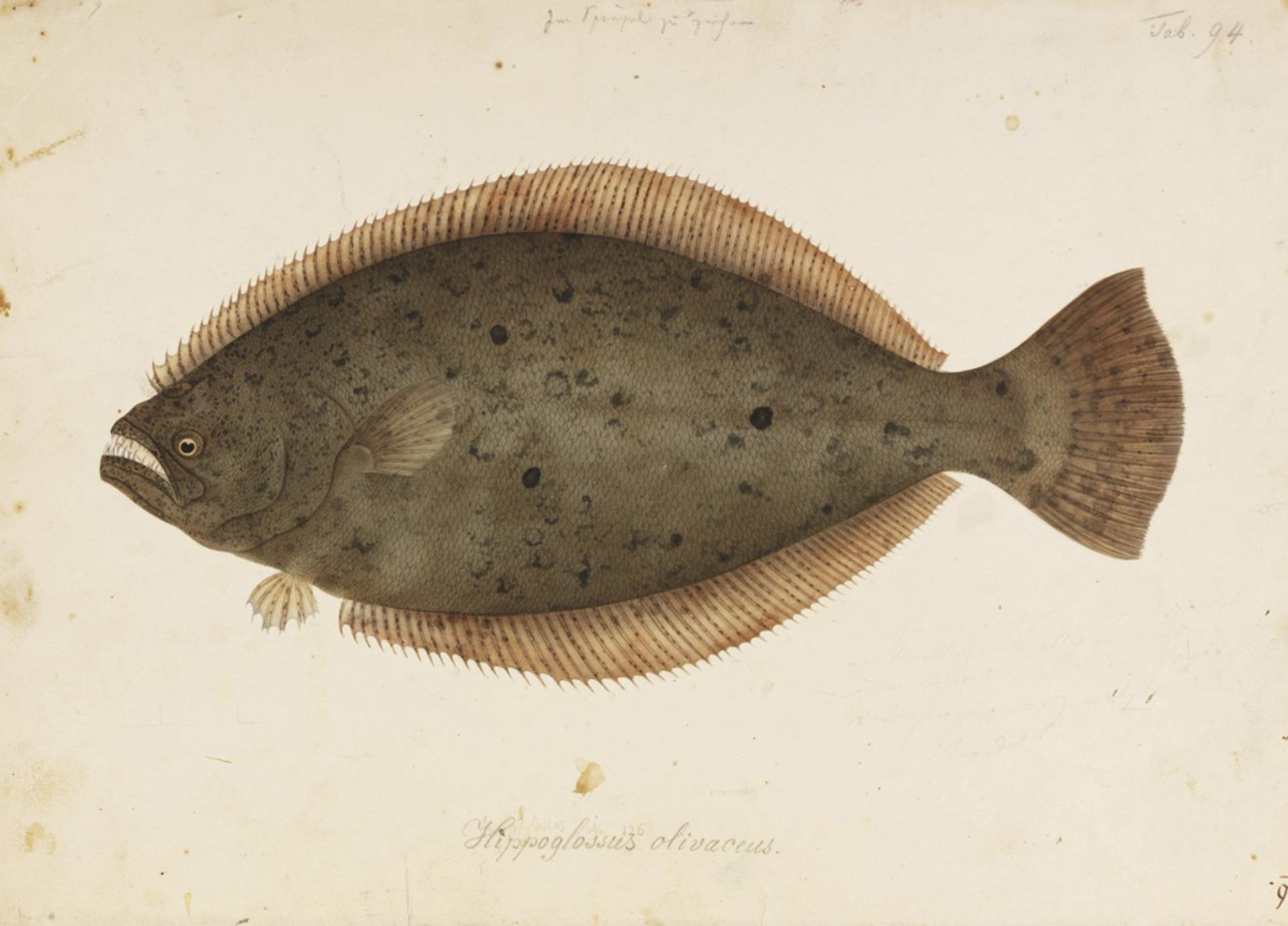

넙치(학명: Paralichthys olivaceus)는 가자미목 넙치과에 속하는 바닷물고기이고, 광어(廣魚)라고도 하는데, 몸이 넙적하고 눈이 왼쪽으로 몰려 있다.
《자산어보》에서는 접어(鰈魚. 잎사귀 물고기)라고 하고 있으며, 속명을 “넓적한 물고기”라는 뜻에서 광어(廣魚)라고 소개하고 있다.

## 생김새
연안의 조수가 고여 있는 곳으로부터 수심 1,000m의 심해에까지 서식한다. 몸길이는 5cm 정도인 소형종에서 80cm에 달하는 종류까지 있다. 몸은 납작하고 대개 원 모양에서 긴 타원형까지 있다. 꼬리지느러미는 등지느러미와 뒷지느러미에서 명확하게 분리되어 있다. 몸색깔은 눈 있는 쪽은 갈색 또는 어두운 색이고, 반대쪽은 흰색이다. 그리고 자연산 넙치는 배가 새하얗고, 양식 넙치는 배가 얼룩덜룩하다. 여름에는 모래와 암초가 있는 연안의 얕은 곳에 살지만, 수온이 낮아지는 겨울철에는 깊은 곳으로 이동한다. 먹이는 조개·환형동물·다모류 그리고 작은 물고기이다.

## 성장
새끼고기는 몸 양쪽에 각각 눈이 있고, 머리에 가시가 있기도 하며, 해면에서 중간층에 걸쳐 떠 다닌다. 그 후 오른쪽 눈이 몸 왼쪽으로 이동하고, 가시가 없어져 바다 밑바닥 생활에 들어간다. 눈의 이동이 끝났을 때 전체길이는 16mm 이하이다. 성장하면서 몸은 타원형으로 되고 입은 커져서 눈 뒤 가장자리까지 열린다. 양쪽 턱의 이는 강하고 일렬로 나 있다.

## 산란기
눈이 있는 쪽의 몸에는 많은 수의 검은 갈색과 흰색의 얼룩얼룩한 무늬가 퍼져 있다. 산란기는 2-7월이고 남쪽지방이 약간 빠르다. 이 시기에는 수심 20-70m의 조수가 잘 통하는 모래진흙·모래자갈 또는 암초지대로 이동해 산란한다. 알은 지름 1mm 전후의 둥근 모양이고, 15℃ 정도의 수온에서 약 60시간 만에 부화한다. 부화한 새끼는 2mm 전후로 수심 5-10m의 하구와 연안에서 바다밑 생활을 한다. 1년이 지나면 몸길이가 15-30cm로 되고 3년째는 34-57cm, 5년이 되면 50-76cm, 6년이 지나면 59-83cm까지 자란다. 성숙한 성어는 주로 저생어류를 잡아먹는다.

## 회
주로 회로 먹으며 세계 곳곳에서도 광어를 회로 먹는 식당이 많아졌다. 국립수산과학원의 조기채 연구관이 공헌했다.

## 제철
한국에서 넙치가 가장 맛있는 시기는 11월부터 2월 사이이다.

## 같이 보기
- 도다리 (도다리와 넙치는 모양은 비슷하게 생겼으나 넙치는 입의 방향이 왼쪽이고 도다리는 입의 방향이 오른쪽이다.)
- 한국광어양식연합회

## 참고 문헌
- 넙치 보관됨 2021-06-11 - 웨이백 머신 - 수산생명자원정보센터 유전정보
- 이 문서에는 다음커뮤니케이션(현 카카오)에서 GFDL 또는 CC-SA 라이선스로 배포한 글로벌 세계대백과사전의 내용을 기초로 작성된 글이 포함되어 있습니다.